# Jorge Montt Álvarez

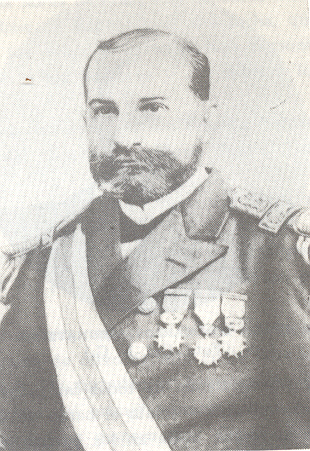
Jorge Montt Álvarez

Jorge Montt Álvarez (* 26. April 1845 in Casablanca; † 9. Oktober 1922 in Santiago de Chile) war ein chilenischer Offizier und Politiker. Von 1891 bis 1896 amtierte er als Präsident seines Landes.

## Leben
Montt trat 1858 in die neu gegründete chilenische Marineschule ein. 1861, im Alter von 15 Jahren, wurde er in den regulären Marinedienst übernommen und nahm 1865/1866 auf der Insel Chiloé am Krieg gegen Spanien teil. Anschließend diente er im Marineministerium. 
1877 heiratete er Leonor Frederick, mit der er drei Töchter bekam. Im gleichen Jahr wurde er zum Fregattenkapitän befördert. Beim Ausbruch des Salpeterkrieges befehligte er ein eigenes Schiff. In diesem Kriege war vor allem die chilenische Überlegenheit zur See der entscheidende Vorteil gegenüber den Kriegsgegnern Peru und Bolivien. Montt nahm am Seegefecht von Angamos und an der Einnahme von Pisagua sowie an den Seeblockaden von Iquique und Arica teil und wurde zum Flottillenkommandeur ernannt.
Zwischen 1884 und 1887 bereiste er Europa und übernahm nach seiner Rückkehr das Amt des Marine-Gouverneurs von Valparaíso.
Im chilenischen Bürgerkrieg zum Ende der Präsidentschaft von José Manuel Balmaceda im Jahre 1891 spielte Montt eine entscheidende Rolle: Der Aufstand gegen die Balmacedisten ging im Januar von einer Erhebung des Geschwaders aus, das Montt zusammen mit Kapitän zur See Francisco Javier Molinas befehligte. Bis April 1891 waren die Nordprovinzen von den Aufständischen besetzt und eine Junta aus Jorge Montt, Ramón Barros Luco und Waldo Silva bildete in Iquique eine provisorische Regierung, die die aufständischen Heeresverbände unter sich hatte, bis sie bei der Schlacht von Placilla am 28. August 1891 den Sieg erreicht hatten. 
Montt führte die siegreichen Rebellen nach Santiago de Chile und übernahm dort übergangsweise das Präsidentenamt. Das politische Leben beruhigte sich rasch und das Parlament arbeitete wieder. Die Alianza Liberal verfügte über eine Zweidrittelmehrheit im Kongress, während das oppositionelle Drittel auf die Konservativen fiel.
Die Liberalen machten Jorge Montt zu ihrem Präsidentschaftskandidaten. Montt hatte zunächst gezögert, da er ein schlechtes Bild seines Landes im Ausland befürchtete, wenn ausgerechnet er, der mit Waffengewalt siegreiche Revolutionär, sich als demokratischer Kandidat anbieten solle. Am Ende kandidierte er dennoch und gewann die Wahlen vom 26. Dezember 1891.
Selbst keiner Partei angehörend, bemühte sich Montt, das Land nach dem Bürgerkrieg wieder zu versöhnen. Er übte große Zurückhaltung gegenüber der parlamentarischen Mehrheit und fügte sich in die Vorherrschaft der Volksvertretung in einem parlamentarischen Regierungssystem. Auch als sich zwei Jahre nach dem Bürgerkrieg die Balmacedisten wieder politisch organisierten, sprach sich Montt für deren Tolerierung aus.
1893 wurde das chilenische Wahlrecht fundamental reformiert. Das Gewicht der Stadtbevölkerung gegenüber den reichen Großgrundbesitzern nahm deutlich zu und die dominierende Rolle der „Oligarchen“, der Handvoll alteingesessener Familien, die bis dahin das Schicksal des Landes bestimmt hatten, wurde deutlich zurückgeschnitten.
Eine Reform der chilenischen Verfassung stärkte die Rolle des Parlaments: Der Senat musste von nun an etwa der Ernennung von hochrangigen Diplomaten zustimmen.
Wirtschaftspolitisch öffnete Montt Chile für ausländische Investoren — vor allem aus Deutschland und den USA —, die bald die Mehrheit der Salpeter-Gesellschaften übernahmen. Trotz seiner Bemühungen, den Edelmetallgehalt der Münzwährung zu erhalten und damit die Inflation zu begrenzen, stiegen Haushaltsdefizit und Auslandsschuld bis zum Ende von Montts Regierungszeit deutlich an.
Im Herbst 1896 übergab er das Präsidentenamt an seinen gewählten Nachfolger, Federico Errázuriz Echaurren, und nahm seinen Dienst in der Marine wieder auf, jetzt im Range eines Vizeadmirals.
1897 reiste er erneut nach Europa, 1898 wurde er zum Oberbefehlshaber der Marine ernannt. 1913 trat Jorge Montt altersbedingt außer Dienst. Von 1915 bis 1918 wurde er zum Bürgermeister von Valparaíso gewählt. Jorge Montt starb 1922.